# 安迪·路易斯·達·蘇沙·施華
安迪·路易斯·達·蘇沙·施華（Andre Luiz de Souza Silva，1974年9月17日—），一般称作比祖（Biju），生于巴西，巴西职业足球运动员，现效力于日本職業足球联赛(J2)球会水戶蜀葵队。